# I. Gasszulavijasz
Gasszzulavijasz vagy Gasszulijavijasz (hettita ékírással 𒊩𒅗𒋗𒆷𒃾𒄿𒀀𒀸 MUNUSka-šu-la-wi5-ya-aš, 𒊩𒂵𒋗𒆷𒃾𒄿𒀀𒀸 MUNUSga-šu-la-wi5-ya-aš, fKašulawiyāš, fGašulawiyāš, mh. i. e. 1312) hettita királyné, II. Murszilisz felesége. Származása ismeretlen, de nevében az első rész Kasszulasz településre, a -wiya (= „asszony”) végződés a luvi nyelvre utal. Más etimológia szerint Kasszul (luvi) isten adományaként lehet fordítani a nevet. Murszilisz uralkodásának elején még nem ő viselte a tavannanna címet, hanem Mal-Nikal. Mal-Nikalról azonban nincs olyan adat, ami szerint Murszilisz felesége lenne, ezért felmerült az a feltevés, hogy ő az özvegy királynéval, Murszilisz mostohaanyjával, Nikalmallal azonos.
Gasszulavijasz és Murszilisz házasságából legalább három fiú született, Halpa-szulupisz, Muvatallisz és Hattuszilisz.
Gasszulavijasz a hettita irodalom egyik alakjává lett férje imáival és panaszaival, amelyeket rejtélyes betegsége idején írt. Olyan ősi istenekhez imádkozott, mint Lelvanisz (CTH#380), és az ő leányának nevezi. Talán Gasszulavijasz Szamuhából származott, ezért épp Lelvanisz a címzett. Bár a szöveg nem határozza meg pontosan, hogy ki az a Gasszulavijasz, akiről szól, sokkal inkább Murszilisz feleségéről van szó, mint a két generációval későbbi II. Gasszulavijaszról, Bentesina feleségéről. A CTH#376-ban az arinnai napistennőhöz könyörög Gasszulavijasz gyógyulásáért. Hiába volt azonban minden imádság, ezért a CTH#70-ben Murszilisz Tavannannát vádolja azzal, hogy Gasszulavijasz életére tör. Ez a Tavannanna Mal-Nikal, aki I. Szuppiluliumasz második feleségével, II. Burnaburias leányával, Nikalmallal, vagyis Murszilisz mnostohaanyjával lehet azonos. Normális esetben a tavannanna címet a király felesége viselte, azért ha valóban a mostoanyáról van szó, önmagában a címhasználat is utalhat a királyi özvegy és az aktuális királyné lehetséges ellentétére. Az is elképzelhető, hogy ez a Tavannanna Arnuvandasz felesége, vagy akár Mursziliszé, de kevésbé valószínű, mivel a szöveg egyszerűen csak „a feleségem” formában beszél Gasszulavijaszról, és a hettita uralkodóházban nem volt szokásban a többnejűség. Kilenc év házasság után Gasszulavijasz meghalt.